# Michel Chevallier
 (mai 2016).
Michel Chevallier dit Chevalier-Géhard (19 octobre 1769, Laval - 24 mars 1848, Laval), est un homme politique français.

## Biographie
Il est le fils d'Étienne Chevallier et de Marie Barbier. est officier de la garde nationale de Laval de 1789 à 1791.
Il est officier au premier bataillon des volontaires de la Mayenne du 18 septembre 1791 au 22 juillet 1795, époque où il fut nommé secrétaire général du département de la Mayenne. Il devint, le 20 avril 1798, président de l'administration municipale de Laval et, à la création des conseils de préfecture, doyen du conseil de la Mayenne, fonction qu'il garda jusqu'au 28 décembre 1815. Il est nommé en 1798 administrateur des hospices civils.
Favorable au coup d'État du 18 Brumaire, il devient conseiller de préfecture de la Mayenne, en germinal an VIII. Il avait été membre du collège électoral de 1802 à 1813, major de la légion départementale des gardes nationales de juillet 1813 à la dissolution en 1814, et secrétaire perpétuel de la société d'agriculture, industrie et commerce, fondée en 1810.
Après avoir servi le Premier Empire en cette qualité, il accepte en 1814 la déchéance de Napoléon. Il n'est pas parmi ses défenseurs dans la Chambre des Cent-Jours, où il est élu aux Élections législatives de mai 1815, représentant le 12 mai 1815, par l'arrondissement de Laval (47 voix sur 82 votants et 186 inscrits).
Il se rallie à la Restauration, qui le fait sous-préfet de Segré le 19 juin 1819, il rentra le 12 août 1830 à la préfecture de la Mayenne en qualité de secrétaire-général, où il resta jusqu'en 1848. Il fut reçu chevalier de la Légion d'honneur le 30 août 1831.